# 珀西 (密西西比州)
珀西（英語：Percy）是位於美國密西西比州華盛頓縣的非建制地區。

## 歷史
白珀西的郵局於1883年設立，其後於1997年停運。

## 地理
珀西所處的海拔為高於海平面35米（即115英呎），而該地所採用的時區為UTC-6，即北美中部時區（CST）。同時該地設有夏令時間，為UTC-6調快一小時，即UTC-5（CDT）。